# Черкасенко Олег Георгійович
Оле́г Гео́ргійович Черка́сенко — старший лейтенант Збройних сил України, учасник російсько-української війни, що відзначився у ході російського вторгнення в Україну. Герой України (2024, посмертно).

## Життєпис
Народився 30 жовтня 1974 у м. Харків. У 1996 закінчив Харківський політехнічний університет. Працював в Харківській міській академії фізичної культури; згодом — у Федерації легкої атлетики в Києві. Мав власну компанію в ІТ-сфері.
З початку російського вторгнення в Україну став на захист країни. Загинув у 2023 році.

## Нагороди
- Звання Герой України з удостоєнням ордена «Золота Зірка» (24 лютого 2024, посмертно) — за особисту мужність і героїзм, виявлені у захисті державного суверенітету та територіальної цілісності України, самовіддане служіння Українському народові[2].
- Медаль «Захиснику Вітчизни» (31 жовтня 2022) — за особисту мужність і самовіддані дії, виявлені у захисті державного суверенітету та територіальної цілісності України, вірність військовій присязі[3].